# Ruschia tecta
Ruschia tecta är en isörtsväxtart som beskrevs av L. Bol. Ruschia tecta ingår i släktet Ruschia och familjen isörtsväxter. Inga underarter finns listade i Catalogue of Life.